# Lengde
Lengde ist ein Stadtteil der niedersächsischen Stadt Goslar im Landkreis Goslar.

## Geografie
Lengde liegt nördlich des Harly-Walds auf einer Höhe von 129 m ü. NHN und unmittelbar an der Bundesautobahn 36. Der Ortsteil Vienenburg liegt etwa 5,5 km südlich von Lengde, das Zentrum Goslars etwa 14 km südwestlich. Gegenwärtig hat Lengde rund 600 Einwohner.

## Geschichte

### Ortsname
Der Name „Lengde“ besteht aus dem Bestimmungswort „lang“ und dem Grundwort „-de“. Bei dem Grundwort handelt es sich um eine veraltete Endung für abstrakte Zustände (-heit, -e in „Länge“), die in althochdeutsch -ida und englisch -th (strength, wealth) erkennbar ist.

### Eingemeindungen
Am 1. Juli 1972 wurde Lengde in die Stadt Vienenburg eingegliedert. Am 1. Januar 2014 erfolgte die Eingemeindung der Stadt Vienenburg in die Stadt Goslar.

### Einwohnerentwicklung
| Entwicklung | Jahr  | Einwohner | Quelle |
| --- | ----- | --------- | ------ |
| Hier fehlt eine Grafik, die im Moment aus technischen Gründen nicht angezeigt werden kann. Wir arbeiten daran! |       |           |        |
| 1950 | 13490 | [ 1 ]     |        |
| 2011 | 670   | [ 5 ]     |        |
| 2013 | 666   | [ 5 ]     |        |
| 2014 | 633   | [ 5 ]     |        |
| 2015 | 637   | [ 2 ]     |        |
| 2016 | 601   | [ 2 ]     |        |
| 2017 | 582   | [ 2 ]     |        |
| 2018 | 580   | [ 2 ]     |        |

## Politik

### Stadtrat und Bürgermeister
Auf kommunaler Ebene wird Lengde vom Stadtrat aus Goslar vertreten.

### Ortsvorsteher
Die Ortsvorsteherin von Lengde ist Lisa Lindner (SPD).
(Stand: Kommunalwahl 2021)

## Persönlichkeiten

### Söhne und Töchter des Ortes
- Otto Fricke (1902–1972), Unternehmer und Politiker (CDU)

### Personen, die mit dem Ort in Verbindung stehen
- Helmut Krauss (1941–2019), Schauspieler und Synchronsprecher, lebte von 1978 bis zu seinem Tod in Lengde und wurde hier anonym beigesetzt